# Saison 2005 de l'équipe cycliste Saunier Duval-Prodir
L'Équipe cycliste Saunier Duval-Prodir participait en 2005 au ProTour nouvellement créé.

## Effectif
| Cycliste                   | Date de naissance | Nationalité | Équipe 2004                |
| -------------------------- | ----------------- | ----------- | -------------------------- |
| Rubens Bertogliati         | 09.05.1979        | Suisse      |                            |
| David Cañada               | 11.03.1975        | Espagne     |                            |
| Rafael Casero              | 09.10.1976        | Espagne     |                            |
| Juan José Cobo             | 11.02.1981        | Espagne     |                            |
| Íñigo Cuesta               | 03.06.1969        | Espagne     | Cofidis                    |
| David de la Fuente         | 04.05.1981        | Espagne     |                            |
| Juan Carlos Domínguez      | 13.04.1971        | Espagne     |                            |
| Arkaitz Durán              | 18.05.1985        | Espagne     |                            |
| Ángel Edo                  | 04.08.1970        | Espagne     | Milaneza-Maia              |
| Nicolas Fritsch            | 19.12.1978        | France      | FDJeux.com                 |
| Juan Manuel Gárate         | 24.04.1976        | Espagne     | Lampre                     |
| Ángel Gómez                | 13.05.1981        | Espagne     |                            |
| José Ángel Gómez Marchante | 30.05.1980        | Espagne     | Paternina-Costa de Almeria |
| Christopher Horner         | 23.10.1971        | États-Unis  |                            |
| Fabian Jeker               | 28.11.1968        | Suisse      |                            |
| Rubén Lobato               | 01.09.1978        | Espagne     |                            |
| Manuele Mori               | 09.08.1980        | Italie      |                            |
| Leonardo Piepoli           | 29.09.1971        | Italie      |                            |
| Marco Pinotti              | 25.02.1976        | Italie      | Lampre                     |
| Manuel Quinziato           | 30.10.1979        | Italie      | Lampre                     |
| Ivan Ravaioli              | 01.11.1980        | Italie      | Barloworld                 |
| Joaquim Rodríguez          | 12.05.1979        | Espagne     |                            |
| Andrea Tafi                | 07.05.1966        | Italie      | Alessio-Bianchi            |
| Francisco Ventoso          | 06.05.1982        | Espagne     |                            |
| Constantino Zaballa        | 15.05.1978        | Espagne     |                            |
| Oliver Zaugg               | 09.05.1981        | Suisse      |                            |

## Victoires
| Date       | Course                               | Pays    | Classe | Vainqueur             |
| ---------- | ------------------------------------ | ------- | ------ | --------------------- |
| 20/05/2005 | 4e étape du Tour de Catalogne        | Espagne | PT     | Leonardo Piepoli      |
| 21/05/2005 | 5e étape du Tour de Catalogne        | Espagne | PT     | Íñigo Cuesta          |
| 16/06/2005 | 6e étape du Tour de Suisse           | Suisse  | PT     | Christopher Horner    |
| 26/06/2005 | Championnat d'Espagne sur route      | Espagne | CN     | Juan Manuel Gárate    |
| 26/06/2005 | Championnat d'Italie sur route       | Italie  | CN     | Marco Pinotti         |
| 10/08/2005 | 4e étape du Tour de Burgos           | Espagne | 2.HC   | Juan Carlos Domínguez |
| 11/08/2005 | Classement général du Tour de Burgos | Espagne | 2.HC   | Juan Carlos Domínguez |
| 13/08/2005 | Classique de Saint-Sébastien         | Espagne | PT     | Constantino Zaballa   |
| 14/08/2005 | Subida a Urkiola                     | Espagne | 1.1    | Joaquim Rodríguez     |

## Classement UCI ProTour

### Individuel
| Rang | Coureur                    | Points |
| ---- | -------------------------- | ------ |
| 28   | Constantino Zaballa        | 75     |
| 51   | Leonardo Piepoli           | 42     |
| 51   | Juan Manuel Gárate         | 42     |
| 74   | Joaquim Rodríguez          | 30     |
| 81   | Christopher Horner         | 26     |
| 97   | José Ángel Gómez Marchante | 20     |
| 107  | Fabian Jeker               | 15     |
| 114  | Íñigo Cuesta               | 13     |
| 164  | Manuele Mori               | 1      |

### Équipe
L'équipe Saunier Duval - Prodir a terminé à la 7e place avec 293 points